# Yaphet Kotto
Yaphet Frederick Kotto (Nueva York, 15 de noviembre de 1939-Manila, 15 de marzo de 2021) fue un actor estadounidense. Se dio a conocer en el ámbito internacional por haber interpretado al villano Kananga en Vive y deja morir (1973), de la saga James Bond, y posteriormente tuvo papeles destacados en Alien: el octavo pasajero (1979), The Running Man (1987) y Huida a medianoche (1988). En los años 1990 fue uno de los protagonistas de la serie de televisión Homicide: Life on the Street, donde encarnó al teniente Al Giardello durante siete temporadas.

## Biografía
Hijo de un príncipe camerunés judío, comenzó a estudiar arte dramático a la edad de 16 años. Hizo su debut en la obra teatral Otelo, de William Shakespeare. En sus primeros años, rechazó varias ofertas cinematográficas, prefiriendo actuar en obras de teatro.
Su primer papel importante fue en el western El póker de la muerte, donde compartía protagonismo con Dean Martin y Robert Mitchum. Su carrera como actor se centra principalmente en las décadas de los años 70 y 80, en películas de renombre internacional como Vive y deja morir, Blue Collar, Alien, el octavo pasajero, Brubaker, Los jueces de la ley, The Running Man y Huida a medianoche. También intervino en series televisivas como El equipo A y seaQuest DSV.
Kotto era judío y estuvo afiliado al partido Republicano. Estuvo casado en tres ocasiones, y tuvo 4 hijas y 2 hijos. Su hijo mayor, Fred Kotto, es oficial de policía en el departamento de policía de San José, en el estado de California, Estados Unidos.

## Filmografía

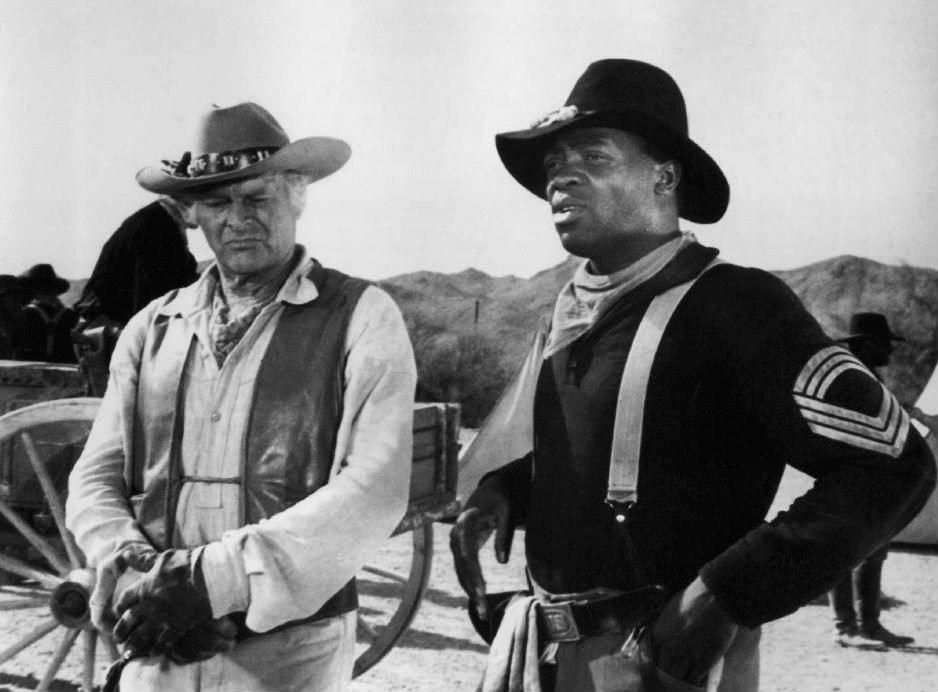
Yaphet Kotto (derecha) en 1968 en la serie El gran chaparral.

### Cine
| Año  | Título                                               | Personaje                   | Observaciones    |
| ---- | ---------------------------------------------------- | --------------------------- | ---------------- |
| 1963 | 4 for Texas                                          | Extra                       | No acreditado    |
| 1964 | Nothing But a Man                                    | Jocko                       |                  |
| 1968 | The Thomas Crown Affair                              | Carl                        |                  |
| 1968 | 5 Card Stud                                          | George                      |                  |
| 1970 | The Liberation of LB Jones                           | Sonny Boy Mosby             |                  |
| 1970 | Night Chase                                          | Ernie Green                 |                  |
| 1971 | Man and Boy                                          | Nate Hodges                 |                  |
| 1972 | Bone                                                 | Bone                        |                  |
| 1972 | The Limit                                            | Mark Johnson                | También director |
| 1972 | Across 110th Street                                  | Teniente Pope               |                  |
| 1973 | Live and Let Die                                     | Kananga                     |                  |
| 1974 | Truck Turner                                         | Harvard Blue                |                  |
| 1975 | Report to the Commissioner                           | Richard "Crunch" Blackstone |                  |
| 1975 | Sharks' Treasure                                     | Ben Flynn                   |                  |
| 1975 | Friday Foster                                        | Colt Hawkins                |                  |
| 1976 | Drum                                                 | Blaise                      |                  |
| 1976 | The Monkey Hustle                                    | Big Daddy Foxx              |                  |
| 1976 | Crunch                                               | Richard "Crunch" Blackstone |                  |
| 1976 | Raid on Entebbe                                      | Presidente Idi Amin Dada    |                  |
| 1978 | Blue Collar                                          | Smokey James                |                  |
| 1979 | Alien                                                | Dennis Parker               |                  |
| 1980 | Othello                                              | Othello                     |                  |
| 1980 | Brubaker                                             | Richard 'Dickie' Coombes    |                  |
| 1980 | Rage!                                                | Ernie                       |                  |
| 1982 | A House Divided: Denmark Vessey's Rebellion          | Denmark Vessey              |                  |
| 1982 | Fighting Back                                        | Ivanhoe Washington          |                  |
| 1983 | The Star Chamber                                     | Det. Harry Lowes            |                  |
| 1983 | For Love and Honor                                   | Sgt. China Bell             |                  |
| 1983 | Women of San Quentin                                 | Sgt. Therman Patterson      |                  |
| 1984 | Terror in the Aisles                                 | Él mismo                    |                  |
| 1985 | Playing With Fire                                    | Jefe de bomberos Walker     |                  |
| 1985 | Warning Sign                                         | Mayor Connolly              |                  |
| 1985 | The Park is Mine                                     | Eubanks                     |                  |
| 1985 | Badge of the Assassin                                | Det. Cliff Fenton           |                  |
| 1986 | Harem                                                | Agha Kislar                 |                  |
| 1986 | Eye of the Tiger                                     | J. B. Deveraux              |                  |
| 1987 | Prettykill                                           | Harris                      |                  |
| 1987 | Desperado                                            | Bede                        |                  |
| 1987 | In Self Defense                                      | Teniente Tyrell             |                  |
| 1987 | Perry Mason: The Case of the Scandalous Scoundrel    | General Sorenson            |                  |
| 1987 | Terminal Entry                                       | Coronel Styles              |                  |
| 1987 | The Running Man                                      | William Laughlin            |                  |
| 1988 | Midnight Run                                         | Alonzo Mosely               |                  |
| 1989 | The Jigsaw Murders                                   | Doctor Filmore              |                  |
| 1989 | A Whisper to a Scream                                | Jules Tallard               |                  |
| 1989 | Prime Target                                         | Gilmore Brown               |                  |
| 1989 | Ministry of Vengeance                                | Sr. Whiteside               |                  |
| 1989 | Tripwire                                             | Lee Pitt                    |                  |
| 1990 | After the Shock                                      | William McElroy             |                  |
| 1991 | Hangfire                                             | Agente de policía           |                  |
| 1991 | Freddy's Dead: The Final Nightmare                   | Doc                         |                  |
| 1992 | Chrome Soldiers                                      | Perry Beach                 |                  |
| 1993 | It’s Nothing Personal                                | Teniente Riley              |                  |
| 1993 | Extreme Justice                                      | Larson                      |                  |
| 1993 | Almost Blue                                          | Terry                       |                  |
| 1994 | The Puppet Masters                                   | Ressler                     |                  |
| 1995 | Out of Sync                                          | Quincy                      |                  |
| 1995 | Dead Badge                                           | Capitán Hunt                |                  |
| 1995 | Deadline for Murder: From the Files of Edna Buchanan | Marty Talbot                |                  |
| 1996 | Two If by Sea                                        | Agente O'Malley             |                  |
| 1997 | The Defenders: Payback                               | Judge Williams              |                  |
| 2000 | Homicide: The Movie                                  | Al Giardello                | Telefilme        |
| 2001 | Stiletto Dance                                       | Capitán Rick Sands          |                  |
| 2008 | Witless Protection                                   | Ricardo Bodi                |                  |

### Televisión
| Año       | Título                             | Papel                   |
| --------- | ---------------------------------- | ----------------------- |
| 1967      | The Big Valley (Death Valley Days) | Lobo Brown              |
| 1968      | Bonanza                            | Joshua "Child" Barnett  |
| 1968      | The High Chaparral                 | Sargento mayor          |
| 1968      | Daniel Boone                       | Luke                    |
| 1969      | Mannix                             | Gabe Johnson            |
| 1969      | Hawaii Five-O                      | John T. Auston          |
| 1969      | Daniel Boone                       | Jonah                   |
| 1970      | Gunsmoke                           | Piney Biggs             |
| 1971      | Night Gallery                      | Buckner                 |
| 1977      | Roots                              |                         |
| 1983      | The A-Team                         | Charlie Struthers       |
| 1983      | For Love and Honor                 | James "China" Bell      |
| 1987      | Murder, She Wrote                  | Teniente Bradshaw       |
| 1993      | seaQuest DSV                       | Jack Clayton            |
| 1993–2000 | Homicide: Life on the Street       | Al Giardello            |
| 1994      | The Corpse Had a Familiar Face     | Detective Martin Talbot |